# Sir Artur McGregor
Sir Artur McGregor é um município da Venezuela localizado no estado de Anzoátegui.
A capital do município é a cidade de El Chaparro.